# Alexandrina (Nowa Zelandia)
Alexandrina (ang. Lake Alexandrina) – jezioro w Nowej Zelandii, na Wyspie Południowej. W pobliżu na wschód od jeziora położone jest Tekapo, natomiast nieco dalej w kierunku zachodnim znajduje się Pukaki. 
Alexandrina jest naturalnym jeziorem mezotroficznym. Ma powierzchnię 6 km², jego długość wynosi 7 km, natomiast szerokość 0,9 km. Ma 0,09 km³ objętości. Długość linii brzegowej wynosi 17 km. Dorzecze jeziora zajmuje powierzchnię 48 km². Czas retencji wynosi 420 dni. Lustro wody znajduje się na wysokości 713 m n.p.m. Średnia głębokość wynosi 15 m, natomiast maksymalna 27 m. 
Alexandrina obfituje w pstrągi tęczowe, Salmo trutta oraz łososie szlachetne. Tereny wokół jeziora porasta tussock.